# 戴鳳翔
戴鳳翔（1521年—1604年），字志曾，又字默叔，号春雩，浙江嘉興府嘉興縣人，海鹽縣竈籍，明朝政治人物。

## 生平
嘉靖三十四年（1555年）乙卯科浙江鄉試第五十五名舉人。嘉靖三十八年（1559年）中式己未科會試第二百十八名，三甲第一百五十九名進士。由行人司行人選吏科給事中，隆慶四年（1570年）收受徐階的賄賂，彈劾海瑞「庇護刁民，魚肉鄉紳，沽名亂政」，並罷其官。針對戴鳳翔的攻擊，海瑞上《被論自陳不職疏》進行反駁。擢寧國府知府，被劾谪官。後改九江府知府，萬曆十一年（1583年）聽調歸。十二年起補陕西鳳翔府知府，十四年正月升陕西苑马寺少卿。

## 家族
曾祖戴世能；祖父戴文審；父戴冠，母沈氏。